# Alexander Kumptner

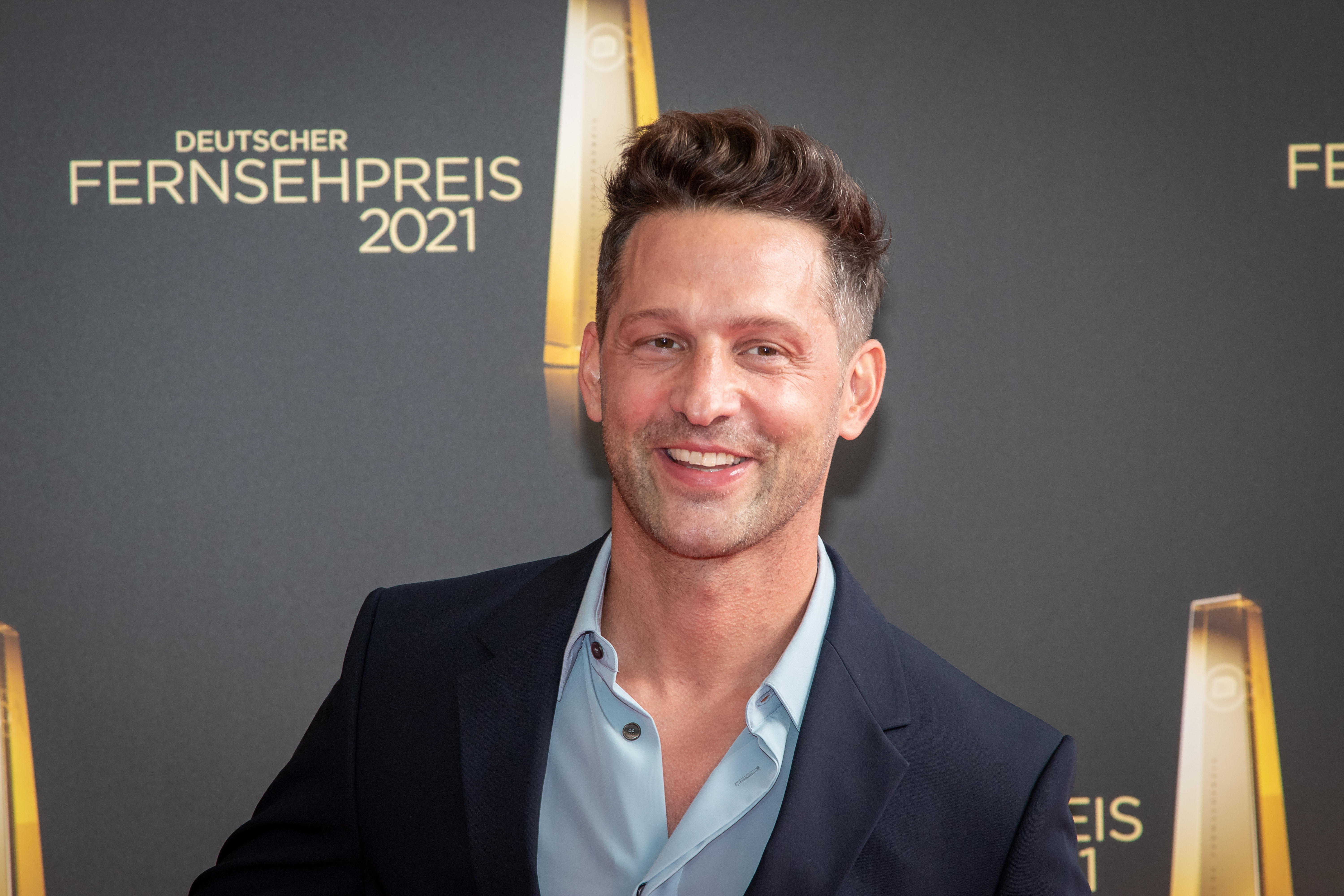
Alexander Kumptner (2021)

Alexander Kumptner (* 3. Juni 1983 in Wien) ist ein österreichischer Koch und Fernsehkoch. Er wurde vor allem durch Kochshows wie The Taste oder Die Küchenschlacht bekannt. 

## Leben
Von 2001 bis 2005 absolvierte Kumptner eine Kochlehre bei Werner Matt im Hilton Vienna Plaza. Im Anschluss arbeitete er vier Jahre in Reinhard Gerers Restaurant Corso. Zur Aus- und Weiterbildung war er in dieser Zeit auch in verschiedenen renommierten Restaurants in Deutschland tätig. Danach arbeitete er als Küchenchef in Gerers K47. Von Herbst 2011 bis Mitte 2017 war Kumptner der Küchenchef im Lokal Albertina Passage in Wien. 2020 eröffnete er die Tagesbar Everybody’s Darling in Wien, die 2021 um das Restaurant Esszimmer erweitert wurde, wo er Küchenchef ist.
Bekannt wurde er insbesondere durch seine Auftritte in Kochshows, zum Beispiel in der ORF-Kinderkochshow Schmatzo – Der Koch-Kids-Club, The Taste und bei Die Küchenschlacht im ZDF. 2023 tourte er zusammen mit Frank Rosin und Ali Güngörmüş in einem Wohnmobil von der Westküste zur Ostküste der USA (Roadtrip Amerika, Kabel Eins). 2024 und 2025 folgten jeweils Fortsetzungsstaffeln von Roadtrip Amerika. 2025 wurde er Vater eines Sohnes. Er lebt mit seiner Partnerin in Wien.

## Fernsehauftritte
- seit 2013: Schmatzo – Der Koch-Kids-Club (ORF)
- seit 2015: Die Küchenschlacht (ZDF)
- 2016: Dance Dance Dance (RTL) (mit Mario Kotaska als Tanzpartner)
- 2018: Die Kochgiganten (PULS 4)
- seit 2020: The Taste (Sat.1)
- 2020: Buchstaben Battle (Sat.1)
- 2021: Kreuzfahrt ins Glück: Hochzeitsreise nach Tirol (als Koch Alexander)
- seit 2021: Streetfood Challenge (ZDF neo)
- 2022: Kühlschrank öffne dich! (Sat.1)
- seit 2022: Doppelt kocht besser (Sat.1)
- seit 2023: Roadtrip Amerika (Kabel Eins)
- 2023: The Sweet Taste (Sat.1)
- 2024: Schlag den Star (ProSieben)

## Auszeichnungen
- 15 Gault-Millau-Punkte (3 Hauben) seit 2013 für das Restaurant Albertina Passage
- Trophée Gourmet A la Carte
- Austria’s 50 Best Chefs
- 1 Guide-Michelin-Stern (2025) für das Restaurant Esszimmer - Everybody‘s Darling in Wien[4]